# Paweł Szaniawski
Paweł Szaniawski (ur. 24 marca 1981) polski kolarz pochodzący z Nowej Rudy, specjalizuje się w sprintach, uczestnik MŚ Juniorów.

## Przebieg kariery
- 2000-01 Servisco
- 2002 Weltour
- 2003 Legia Bazyliszek
- 2004 Legia Bazyliszek Sopro
- 2005 PSB Atlas Orbea
- 2006 CCC-Polsat
- 2007 CCC Polsat Polkowice

## Sukcesy
2001
- 1 m. Dookoła Mazowsza - klasyfikacja generalna U23

2003
- 1 m. Memoriał Andrzeja Trochanowskiego

2004
- 1 m. Klasyk w Kłomnicach
- 1 m. Wyścig o puchar FIATA
- 1 m. Mazovia Tour - kl. górska wyścigu